# 股野景親
股野 景親（またの かげちか、1935年1月16日 - 2007年7月17日）は、日本の外交官。公正取引委員会委員。京都ノートルダム女子大学大学院客員教授。従三位瑞宝重光章。

## 来歴
熊本県熊本市出身。東京都立日比谷高等学校を経て、1957年外交官領事官採用試験合格。1958年に東京大学法学部卒業後、1958年外務省入省。同期には斎藤邦彦、佐藤嘉恭、近藤豊ら。アジア局北東アジア課長、大臣官房在外公館課長、在アトランタ総領事を経て、駐中国公使（臨時代理大使）。1986年に駐ベトナム特命全権大使。1989年1月法務省入国管理局長、1991年12月公正取引委員会委員に就任。1994年、駐スウェーデン特命全権大使に。1997年12月依願免官。のち京都ノートルダム女子大学大学院の客員教授に就任。2007年、肺炎のため72歳で死去。